# Külüg Khan
Qaïchan ou Khaichan (mongol : ᠬᠠᠶᠢᠰᠠᠩ, translittération : Qayisang, mongol cyrillique : Хайсан), né le 4 août 1281 et décédé le 27 janvier 1311, est un Khagan de l'Empire mongol, sous la dynastie Yuan, qui règne entre le 21 juin 1307 et le 21 janvier 1311 sous le nom de Külüg.
En 1299, il est envoyé en Mongolie à la tête de l'armée Yuan contre Qaïdu et ses alliés d'Asie centrale, et le vainc en 1301. En 1306 il soumet Melig Temur, un fils d'Ariq Boqa (petit-fils de Gengis Khan), allié de Qaïdu, dans les montagnes de l'Altaï.
Son oncle Témur Khan, sans héritier direct, meurt le 10 février 1307. Les prétendants engagent une lutte acharnée pour le pouvoir, qui brise l’unité de l’empire Mongol. Ananda, petit-fils de Kubilai Khan (lui-même petit-fils de Gengis Khan et frère d'Ariq Boqa), gouverneur du Gansu (et/ou vice-roi du Tangout) s’oppose à Qaïchan, arrière-petit-fils de Kubilai Khan, qui règne en Mongolie. Qaïchan, soutenu par les seigneurs de la steppe, triomphe et fait exécuter Ananda.
Pendant les querelles dynastiques, la situation économique de l’Empire mongol s’aggrave, et l’exploitation des paysans chinois prend des proportions énormes, le pouvoir central étant incapable d’empêcher les excès des seigneurs féodaux. Les révoltes de paysans se succèdent sans interruption. Elles présentent un aspect nationaliste et sont exploitées par les seigneurs féodaux locaux.
Qaïchan est un bouddhiste dévot. Il fait traduire les principaux canons du bouddhisme en mongol et favorise les lamas, ce qui provoque l'hostilité des lettrés confucianistes chinois. Victime de son goût pour l'alcool, il meurt le 21 janvier 1311 à l’âge de 29 ans. Son frère, Ayurbarwada Buyantu Khan, lui succède. Son fils, Qutugku Khan assurera brièvement le trône de l'Empire.

## Famille
On lui connait deux épouses, deux concubines et deux fils :
- Zhenge Khatun, (宣慈惠圣皇后), né Zhenge (真哥), (v.1285 - 11/1327), fille de Bengbula, prince Khongirad;
- Sugeshili Khatun, (速哥失里皇后), (v.1290 - ?), cousine de Zhenge Khatun;
- Concubine Ykilie (亦乞烈妃子), à reçu le nom posthume de Renxianzhangsheng Khatun (仁献章圣皇后);
  - Khutughtu, (明宗 忽都篤), (22/12/1300 - 29/8/1329), Khagan en 1329.
- Concubine Tangwu (唐兀妃子), issue de la noblesse Tangoutes, à reçu le nom posthume de Wenxianzhaosheng Khatun (文献昭圣皇后);
  - Jayaatu, (文宗 札牙笃), (16/2/1304 - 2/9/1332), Khagan en 1328.

## Source
René Grousset, L’empire des steppes, Attila, Gengis-Khan, Tamerlan, Paris, Payot, 1938, quatrième édition, 1965, (.pdf) 669 (présentation en ligne, lire en ligne).